# Affaire des têtes maories
L'« affaire des têtes maories » concerne la requête formulée par le musée national néo-zélandais Te Papa Tongarewa, visant la récupération de l'ensemble des dépouilles maories dispersées de par le monde, en l'espèce les têtes momifiées appelées upuko tuhi ou toi moko en raison de leur tatouage (moko) et mokomokai lorsqu'il s'agit de têtes d'esclaves tatoués de force.
En raison du principe d'inaliénabilité des collections publiques, depuis longtemps consacré dans la définition du domaine public par le droit français (voir l'édit de Moulins) et réaffirmé par la loi du 4 janvier 2002 relative aux musées de France, seule une commission de déclassement ou une loi peut autoriser en principe un tel transfert. Une telle loi avait permis, en 2002, de restituer à l'Afrique du Sud les restes de Saartjie Baartman, alias la « Vénus hottentote ».
L'affaire concerne donc à la fois une question éthique, philosophique, religieuse et historique, appliquée à la muséologie, intéressant la science, l'art, la bioéthique et le colonialisme, et un débat juridique : ces têtes relèvent-elles du domaine public muséal, ce qui les rendrait inaliénables à moins d'un déclassement préalable ? Et alors comment passer outre à l'interdiction de déclasser les dons et legs ? Ou faut-il dire que de telles « pièces anthropologiques » ou éventuellement « œuvres », relèvent, en tant qu'organes humains, des articles 16 et suivants du Code civil français et, par suite, du principe de non-patrimonialité du corps humain, interdisant toute appropriation de celui-ci ? En vertu des lois de bioéthique et du Code civil, elles ne pourraient donc être appropriées, ni même sous la forme spécifique et distincte que constitue le domaine public. Cette dernière solution juridique a été écartée par la jurisprudence.
Ces têtes ne sont plus exposées dans les musées français, depuis 1996 au muséum d'histoire naturelle de Rouen, 1998 au muséum d'histoire naturelle de La Rochelle, etc. Jusqu'à leur restitution, intervenue le 23 janvier 2012, une vingtaine de têtes étaient détenues au total en France, au musée du Quai Branly, au Muséum national d'histoire naturelle à Paris, à Rouen, Dunkerque, La Rochelle, Lille, Lyon, Marseille, Nantes et Sens, ainsi qu'à l'université de Montpellier.
Selon certains spécialistes, le contrat de restitution n'aurait cependant pas été respecté par la Nouvelle-Zélande. En effet, après une centralisation au musée Te Papa Tongarewa, celui-ci prévoyait une restitution des têtes aux iwi (tribus maories) afin qu'elles bénéficient d'une sépulture digne dans leur contexte culturel et cultuel d'origine. Or, d'après les conservateurs et historiens de l'art invités dans le débat intitulé "Restitutions", le Bénin, l'Afrique, et ensuite ? réalisé le 24 mai 2018 par la Tribune de l'Art, magazine français de presse en ligne spécialisé dans l'actualité du patrimoine culturel, ces têtes seraient toujours conservées au musée.
Par ailleurs, dans l'épisode intitulé Que faire des restes humains ? de l'émission Les objets de la discorde diffusée sur France Culture et consacrée aux questions des restitutions d'objets, le médecin et anthropologue Alain Froment rappelle que ces têtes étaient, pour beaucoup, des têtes d'ennemis des tribus maories. Yves-Bernard Debie rapporte que « des explorateurs ont décrit des scènes d’humiliations où les guerriers triomphant mimaient notamment des fellations avec les têtes momifiées de leurs ennemis. »

## Cadre juridique
La loi 2002-5 du 4 janvier 2002 relative aux musées de France, dans son article 11 codifié en 2004 à l'article L. 451-5 du code du Patrimoine, réaffirma le principe d'inaliénabilité des collections publiques des musées classés « musées de France », en vertu des principes de la domanialité publique hérités de l'édit de Moulins de 1566. Pour répondre aux problèmes engendrés par l'affaire de la restitution des restes de Saartjie Baartman, dite « Vénus hottentote », elle introduisait cependant dans son second alinéa la possibilité de déclasser un bien après avis de la Commission scientifique nationale des collections des musées de France, créée par l'article 16.3° du décret n° 2002-628 du 25 avril 2002 entré en vigueur le 28 avril 2002 et codifié en 2011 à l'article R. 115-1 du code du Patrimoine. Deux mois avant cette date, la restitution de la dépouille de Saartjie Baartman à l'Afrique du Sud avait ainsi dû faire l'objet de la loi spéciale n° 2002-323 du 6 mars 2002.
L'article L. 451-5 du code du Patrimoine, modifié à nouveau en 2010 à l'occasion de la présente affaire, dispose ainsi que :
« Les biens constituant les collections des musées de France appartenant à une personne publique font partie de leur domaine public et sont, à ce titre, inaliénables. 
Toute décision de déclassement d'un de ces biens ne peut être prise qu'après avis conforme de la commission scientifique nationale des collections mentionnée à l'article L. 115-1. »
Mais, l'article L. 451-7 du code du Patrimoine, également issu de l'article 11 de la loi de 2002 dispose : 
« Les biens incorporés dans les collections publiques par dons et legs ou, pour les collections ne relevant pas de l'État, ceux qui ont été acquis avec l'aide de l'État ne peuvent être déclassés. »
Par ailleurs, la loi n°94-653 du 29 juillet 1994, relative au respect du corps humain, dite de bioéthique, créa l'article 16-1 du code civil ainsi rédigé : 
« Chacun a droit au respect de son corps.
Le corps humain est inviolable.
Le corps humain, ses éléments et ses produits ne peuvent faire l'objet d'un droit patrimonial. »
Cet article avait été invoqué par les parlementaires et même par le ministre de la recherche de l’époque pour s'affranchir de la nécessité d'une loi lors de la restitution de la Vénus hottentote, mais le rapporteur reconnut alors qu'il concernait principalement le domaine médical et la protection des seules personnes vivantes dans leur intégrité physique et morale, par exemple contre les expérimentations ou le trafic d’organes, de sorte que la nécessité de la loi spéciale fut alors confirmée. 
Enfin, l'article 16-1-1 du code civil, introduit par la loi n°2008-1350 du 19 décembre 2008, relative à la législation funéraire, a réaffirmé le respect de la décence due aux morts en disposant : « le respect dû au corps humain ne cesse pas avec la mort. Les restes des personnes décédées (…) doivent être traités avec respect, dignité et décence », ce qui n'est pas pour autant incompatible avec toute conservation muséale, voire exposition de restes humains (squelettes du musée de l'homme ou d'établissements scolaires par exemple).

## Historique de la restitution des têtes maories
Depuis 1992, le musée national néozélandais Te Papa Tongarewa émet des demandes de retour de tous les restes de dépouilles maories dispersées dans le monde.
En janvier 2012, 322 têtes (dont 21 de France) ont été rapatriées sur environ 500 conservées dans les musées du monde, dont, par exemple, 39 toujours présentes au Muséum américain d'histoire naturelle de New York.

## La tête maorie du muséum d'histoire naturelle de Rouen
L'histoire commence en 2006, alors que Pierre Albertini, maire de Rouen (2001-2008) et Catherine Morin-Desailly, son adjointe à la culture, travaillent à la réouverture du muséum de Rouen, le deuxième plus important en termes de richesse et de diversité des collections après celui de Paris et classé « musée de France ».
Saisi par la Nouvelle-Zélande, le conseil municipal rouennais, présidé par le maire Pierre Albertini, avait ordonné le 19 octobre 2007 la restitution d'une tête de guerrier māori tatouée conservée par le muséum rouennais depuis 1875.
Une nouvelle équipe est recrutée, dirigée par Sébastien Minchin qui, sur demande de l’équipe municipale, met en œuvre le nouveau projet culturel et scientifique. Très vite naît l’idée de restituer à la Nouvelle-Zélande la tête humaine tatouée et momifiée, dite tête maorie.
Le 19 octobre 2007, le Conseil municipal vote la restitution de la tête à l’unanimité par une délibération fondée uniquement sur les dispositions de l'article 16-1 du code civil, sans évoquer la procédure de saisine préalable de la Commission scientifique nationale des collections des musées de France, et procède à une cérémonie de restitution en présence de l’ambassadrice de Nouvelle-Zélande, Sarah Dennis, ainsi que de l’ancien président de la Commission Culture de l'UNESCO, le Maori Tum Te Heuheu.
Trois jours plus tard, cette décision est contestée par la ministre de la culture Christine Albanel qui, dans un communiqué, estime que ce reste humain, objet de collection d'un musée de France, est frappé d'inaliénabilité, sauf à faire l'objet d'un déclassement préalable après avis de la commission concernée. 
Ce communiqué du 22 octobre 2007 exposa en effet immédiatement le point de droit en cause : "La ministre a rappelé que les collections du muséum de Rouen, comme celles de tous les « musées de France », sont protégées par un régime juridique particulier, destiné à garantir l’intégrité du patrimoine de la Nation qui est en principe inaliénable. Elle a souligné que ce régime ne fait pas obstacle à ce que certaines pièces sortent des collections publiques. Mais une telle décision suppose alors de recueillir l’avis d’une commission scientifique, dont le rôle est de vérifier qu’il n’est pas porté une atteinte injustifiée au patrimoine national. Christine Albanel a relevé que cette commission n’avait pas été consultée, alors même que les élus rouennais avaient été préalablement alertés sur les difficultés que soulèverait leur décision. Christine Albanel a toutefois souhaité que les problèmes éthiques particuliers liés à la conservation de restes humains dans les collections publiques fassent l’objet d’une réflexion approfondie." Un colloque international s'est ainsi tenu au musée du Quai Branly du 22 au 23 février 2008.
Cette question de procédure fut largement ignorée par les médias, en particulier anglo-saxons (sélection d'articles), ces derniers relayant essentiellement la position orientée de la presse britannique, en dénonçant au contraire un blocage de la part d'un gouvernement français soi-disant désireux de préserver l'intégrité de ses collections quand bien même seraient-elles issues de trafics de restes humains…, alors que rien ne permettait pourtant de préjuger de l'avis de la commission de déclassement avant sa saisine et en particulier des moyens de résoudre le cas des dons (par une loi spéciale, en l'occurrence) ou de conserver une trace de ces pièces en cas de destruction, alors envisagée par les autorités néo-zélandaises. Stéphane Martin, directeur du musée du Quai Branly, s'était en effet seulement opposé, pour des raisons scientifiques, à ce qu'une destruction totale des têtes efface une page d'histoire, aussi bien des traditions maories, que des pratiques colonialistes du XIXe siècle. 
Le ministère de la Culture déféra alors la délibération au tribunal administratif de Rouen pour non respect de la législation sur les musées de France, afin de ne pas créer un précédent.
La mairie de Rouen avançait que ces morceaux de corps humain devaient être restitués à la Nouvelle-Zélande pour des raisons éthiques en s'appuyant en particulier sur le principe de non-patrimonialité du corps humain inclus dans les lois de bioéthique. Pour déclasser et restituer à l'Afrique du Sud le corps de Saartjie Baartman (alias la « Vénus Hottentote »), il avait fallu la loi du 6 mars 2002 antérieure à la création de la commission de déclassement par l'article 16.3° du décret n°2002-628 du 25 avril 2002. Elle estimait également que Baartman ayant déjà fait l'objet d'un certain nombre d'examens scientifiques, il aurait été indécent de la faire passer à nouveau devant une commission d'experts, serait-ce aux fins d'obtenir son déclassement du domaine public et de la restituer à l'Afrique du Sud et qu'il devait donc en être ici de même.
Par jugement du 27 décembre 2007, le tribunal administratif de Rouen donna raison à la ministre et décida que la tête appartenait bien au domaine public et qu'elle était, à ce titre, inaliénable à défaut de déclassement. L'article 11 de la loi du 4 janvier 2002 relative aux musées de France prévoit en effet que « les biens constituant les collections des musées de France appartenant à une personne publique font partie de leur domaine public et sont, à ce titre, inaliénables » et que « toute décision de déclassement d'un de ces biens ne peut être prise qu'après avis conforme d'une commission scientifique dont la composition et les modalités de fonctionnement sont fixées par décret »  (article L. 451-5 du Code du patrimoine). Or le conseil municipal avait délibéré sans saisir une commission scientifique, et donc outrepassé ses pouvoirs. 
La ville de Rouen ayant interjeté appel, par un arrêt du 24 juillet 2008 publié au recueil Lebon, la Cour administrative d'appel de Douai confirma la décision du tribunal administratif :
« Considérant que le muséum d'histoire naturelle, d'ethnographie et de préhistoire de la ville de Rouen a reçu l'appellation de musée de France et contient dans ses collections, et depuis 1996 au sein des réserves, une tête dite Maori naturalisée et comportant des tatouages rituels, qui lui a été donnée en 1875 par M. Drouet ; que, par délibération du 19 octobre 2007, le conseil municipal de la ville de Rouen a décidé d'autoriser, en vue de son inhumation selon les rites ancestraux, la restitution de la tête Maori à la Nouvelle-Zélande ainsi que la signature de l'accord formalisant les conditions de cette restitution entre la ville de Rouen et le musée Te Papa à Wellington chargé de l'identification de la tribu d'origine et, à défaut, de l'inhumation dans la zone sacrée spécialement aménagée à cet effet au sein de ce musée ; qu'il est constant que ce bien, pour lequel l'avis conforme de la commission scientifique nationale des collections des musées de France n'avait été ni obtenu ni même sollicité, n'avait fait, en outre, préalablement à la délibération, l'objet d'aucun déclassement, contrairement aux dispositions de l'article L. 451-5 du code du patrimoine ; »
« Considérant que, pour se soustraire à la mise en œuvre des dispositions précitées du code du patrimoine, la ville de Rouen s'est explicitement fondée sur l'article 16-1 du code civil issu de la loi n° 94-653 du 29 juillet 1994, selon lequel : Chacun a droit au respect de son corps. / Le corps humain est inviolable. / Le corps humain, ses éléments et ses produits ne peuvent faire l'objet d'un droit patrimonial ; qu'en outre, en application de l'article 16-5 du même code : Les conventions ayant pour effet de conférer une valeur patrimoniale au corps humain, à ses éléments ou à ses produits sont nulles ; que, toutefois, les dispositions sus-rappelées du code du patrimoine, qui rendent inaliénables les biens d'une personne publique constituant une collection des musées de France, placent ces biens sous un régime de protection particulière distinct du droit patrimonial énoncé à l'article 16-1 du code civil ; que, dès lors, ledit article n'ayant eu ni pour objet ni pour effet de faire obstacle à l'exercice d'un régime de domanialité publique sur un reste humain en application des dispositions du code du patrimoine et n'impliquant pas, au demeurant, par lui-même, la restitution de la tête Maori à la Nouvelle-Zélande, la ville de Rouen n'est pas fondée à soutenir qu'elle pouvait autoriser la restitution de ce bien sans respecter la procédure de déclassement prévue par l'article L. 451-5 du code du patrimoine. »

## La proposition de loi de juin 2009
En raison de ces difficultés juridiques et pour aboutir à une restitution générale et non au coup par coup de toutes les têtes maoris, la ville de Rouen décida dès le 3 janvier 2008 de soutenir une proposition de loi autorisant la restitution de ces restes humains. Ainsi, la sénatrice Catherine Morin-Desailly, conseillère municipale à Rouen (Nouveau Centre), instruite par la décision du 27 décembre 2007 du tribunal administratif de Rouen, entreprit, en tant que parlementaire, de rédiger et de déposer cette proposition de loi en février 2008,. Votée à l'unanimité du Sénat, la proposition de loi inquiétait pourtant le milieu de l'art, ses articles 2, 3 et 4 modifiant la composition des commissions scientifiques de déclassement, en y introduisant des personnalités élues ou « qualifiées », qui pourraient être plus flexibles que les conservateurs de musées, notamment en matière d'art contemporain.
D'emblée, soutenue par plus de soixante sénateurs issus de différents groupes politiques, la loi, dont Philippe Richert est le rapporteur, est débattue en évoquant la question juridique liée au statut non résolu des autres types de restes humains dans les collections publiques comme les momies, et votée à l’unanimité au Sénat dans sa séance du 29 juin 2009, avec le soutien du ministre de la Culture et de la Communication, Frédéric Mitterrand.
Lors des débats, le ministre déclara en effet : « Je tiens d’ailleurs à rappeler qu’à aucun moment, le gouvernement n’a pris position sur l’opportunité de la remise aux autorités de Nouvelle-Zélande de la tête maorie du muséum de Rouen. L’intervention de l’État auprès du juge administratif était simplement motivée, dans le cadre de l’exercice du contrôle de légalité, par la nécessité d’assurer le respect des procédures dont le législateur a entouré le déclassement des objets appartenant aux collections des musées de France. En l’occurrence, la saisine pour avis de la commission scientifique instituée par la loi du 4 janvier 2002 sur les musées de France. (...) Je soulignerai simplement que, pour la première fois, la loi organise la sortie des collections des musées de France d’une catégorie entière d’éléments, et non d’un objet déterminé. »
Ensuite déposée et défendue le 29 avril 2010 par le groupe Nouveau Centre à l'Assemblée nationale, la loi n°2010-501 est à son tour votée « conforme » par les députés le 4 mai 2010 et promulguée le 18 mai 2010. Lors de cette séance du 29 avril 2010 la nouvelle maire de Rouen Valérie Fourneyron indiquera que la ville n'avait pas été encouragée à faire appel à cette commission au vu de son « inertie » ; tandis que Marcel Rogemont notera au contraire qu'il est curieux de constater que la commission scientifique créée à l'époque n'a pas été saisie de l'affaire de la restitution de la tête maorie du muséum de Rouen, par cette même municipalité, raison pour laquelle elle n'a jamais statué sur des questions de déclassement, de sorte qu'elle n'a jamais pu définir une doctrine précise permettant d'encadrer ces possibilités de déclassement.
Si le Parlement a choisi de faire droit à la demande des autorités néo-zélandaises, ses rapporteurs ont néanmoins insisté sur le respect d’un ensemble de critères incontournables justifiant ce retour, qui avaient déjà été énoncés pour la Vénus Hottentote. Parmi les principaux, on peut citer :
- une position constante concernant la demande de retour et émanant d’un gouvernement démocratiquement élu ;
- la nécessité que la demande soit portée par un peuple vivant, dont les traditions perdurent ;
- la justification de la restitution tant au regard du principe de dignité humaine que dans la perspective du respect des cultures et croyances des autres peuples ;
- l'intérêt scientifique non démontré des biens culturels.

En effet, le ministre de la Culture et de la Communication, au Sénat le 29 juin 2009, et le ministre chargé des relations avec le Parlement Henri de Raincourt, à l’Assemblée nationale le 29 avril 2010, ont l’un et l’autre rappelé que cette décision relative aux têtes maories répond à un problème très spécifique qui ne saurait être confondu avec le débat autour d’autres revendications qui portent sur des biens appartenant aux collections publiques et qu’il convient d’éviter l’amalgame, trop souvent rapidement établi, entre des situations qui ne relèvent pas du même cadre juridique.
Le nombre de têtes maories détenues par des musées de France, qui se trouvent alors déclassées pour pouvoir retourner vers leur terre d'origine, qui était initialement estimé à une quinzaine fut finalement porté à vingt. Outre celle de Rouen, on a pu en effet répertorier dix-neuf têtes maories : 12 au sein de trois musées nationaux (7 au musée du Quai Branly, 4 au Muséum national d'histoire naturelle à Paris et 1 au musée national de la Marine de Rochefort déposée au muséum de La Rochelle) et 7 au sein de six muséums ou musées territoriaux (Dunkerque, Lille, Marseille, Nantes, Sens ainsi que 2 au musée des Confluences de Lyon). Par ailleurs, l’université Montpellier 1 détentrice d'une tête désira se joindre à ce mouvement, ce qui porta le total à 21 têtes.
Le 9 mai 2011, la tête maori du muséum de Rouen a été restituée à la Nouvelle-Zélande (interview de Catherine Morin-Desailly du 8 mai 2011 au Sénat sur la restitution de la tête maorie), et le 23 janvier 2012, lors d'une cérémonie tenue au musée du Quai Branly à l'issue de l'exposition Māori, leurs trésors ont une âme, après que la totalité des collectivités et établissements publics provinciaux eurent également renoncé à leur propriété, 20 autres têtes comprenant celle du musée de la faculté de médecine de Montpellier le furent à leur tour, soit 21 têtes au total. Selon le vœu d'en conserver la trace, qui avait été exprimé par le directeur du musée du Quai Branly, elles furent toutes préalablement numérisées, y compris celle de Rouen, après une vérification génétique.

## La tête de La Rochelle et Rochefort
La tête maorie du muséum d'histoire naturelle de La Rochelle, qui n'est plus exposée depuis 1998, a été ramenée par René Primevère Lesson, qui avait embarqué en 1822 à bord de La Coquille. Celui-ci en obtint trois en tout, mais on a perdu les deux autres. Lesson en a fait don au musée national de l'ancienne École de médecine navale dépendante du site de Rochefort du musée national de la marine. Elle a ensuite été déposée en 1928 au muséum de La Rochelle et restituée le 23 janvier 2012.